# Bogegrend (przystanek kolejowy)
Bogegrend – kolejowy przystanek osobowy w Bogegrend, w regionie Hordaland w Norwegii, jest oddalona od Oslo Sentralstasjon o 442,36 km.

## Ruch pasażerski
Należy do linii Bergensbanen, Jest elementem kolei aglomeracyjnej w Bergen i obsługuje lokalny ruch do Bergen, Voss i Myrdal. W ciągu dnia odchodzi z niej ok. 8 pociągów.

## Obsługa pasażerów
Wiata. Odprawa podróżnych odbywa się w pociągu.